# Президентские выборы в США (1836)
Президентские выборы в США 1836 года прошли с 3 ноября по 7 декабря 1836 года. Действующий вице-президент Мартин Ван Бюрен, который являлся кандидатом от Демократической партии, победил четырех кандидатов, выдвинутых зарождающейся партией вигов.
Национальный съезд Демократической партии 1835 года выдвинул кандидатуру Ван Бюрена (которого своим преемником выбрал лично президент Эндрю Джексон) и члена Палаты представителей Ричарда Ментора Джонсона из Кентукки. Партия вигов, которая возникла совсем недавно и в первую очередь была объединена оппозицией Джексону, еще не была достаточно организована, чтобы договориться о едином кандидате. Надеясь добиться проведения условных выборов в Палате представителей, лишив демократов большинства в коллегии выборщиков, партия выдвинула несколько кандидатов. В большей части северных штатов кандидатом от партии стал бывший сенатор Уильямом Генри Харрисоном из Огайо, в то время как в то время как в большей части южных штатов виги поддержали сенатора Хью Лоусона Уайта из Теннесси. Два других вига, Даниел Уэбстер и Вилли Персон Мангум стали кандидатами от партии в Массачусетсе и Южной Каролине соответственно.
Несмотря на необычную стратегию вигов, Ван Бюрен получил большинство голосов избирателей как на Севере, так и на Юге. Тем не менее, стратегия вигов была очень близка к успеху, поскольку Ван Бюрен победил в решающем штате Пенсильвания с перевесом в чуть более чем два процента. Поскольку выборщики Вирджинии проголосовали за Ван Бюрена, но отказались голосовать за его кандидата на пост вице-президента Ричарда Джонсона, были проведены условные выборы на пост вице-президента, на которых Сенат США избрал Джонсона.

## Выборы

### Результаты
| Кандидат              | Партия                 | Избиратели | Избиратели | Выборщики |
| Кандидат              | Партия                 | Количество | %          | Выборщики |
| --------------------- | ---------------------- | ---------- | ---------- | --------- |
| Мартин Ван Бюрен      | Демократическая партия | 764 176    | 50,83%     | 170       |
| Уильям Генри Гаррисон | Партия вигов           | 550 816    | 36,63%     | 73        |
| Хью Лоусон Уайт       | Партия вигов           | 146 107    | 9,72%      | 26        |
| Даниел Уэбстер        | Партия вигов           | 41 201     | 2,74%      | 14        |
| Вилли Персон Мангум   | Партия вигов           | —          | —          | 11        |
| Всего                 | Всего                  | 1 503 534  | 100%       | 294       |

## Выборы Вице-Президента
| Кандидат               | Всего | Ван-Бюрен | Гаррисон | Уайт | Вебстер | Магнум |
| Голоса за президента   | 294   | 170       | 73       | 26   | 14      | 11     |
| ---------------------- | ----- | --------- | -------- | ---- | ------- | ------ |
| Вице-президент Джонсон | 147   | 147       |          |      |         |        |
| Вице-президент Грангер | 77    |           | 63       |      | 14      |        |
| Вице-президент Тайлер  | 47    |           | 10       | 26   |         | 11     |
| Вице-президент Смит    | 23    | 23        |          |      |         |        |

При голосовании в Сенате победил Джонсон.